# Huta (Syria)
Huta (arab. حوتة) – wieś w Syrii, w muhafazie Aleppo. W 2004 roku liczyła 327 mieszkańców.